# Warthi
Warthi es una ciudad censal situada en el distrito de Bhandara en el estado de Maharashtra (India). Su población es de 13058 habitantes (2011). 

## Demografía
Según el censo de 2011 la población de Warthi era de 13058 habitantes, de los cuales 6629 eran hombres y 6429 eran mujeres. Warthi tiene una tasa media de alfabetización del 90,75%, superior a la media estatal del 82,34%: la alfabetización masculina es del 94,91%, y la alfabetización femenina del 86,49%.